# Кумейко Аліна Сергіївна
Аліна Сергіївна Кумейко (27 липня 1997) — українська пауерліфтерка. Майстер спорту України міжнародного класу.
Представляє Запорізький регіональний центр з фізичної культури і спорту інвалідів «Інваспорт».
Срібна призерка в особистій першості на Чемпіонаті Європи 2014 року. Посіла І місце у вазі до 73 кг (юніори) на Чемпіонаті світу 2014 року. Чемпіонка у вазі 73 кг Кубку світу 2015 року. На Чемпіонаті Європи 2015 року посіла І місце РЮС та III місце у вазі до 73 кг. 
Посіла І місце (юніор) та III місце в особистій першості Кубку світу 2016 року.